# Cavarc
Cavarc är en kommun i departementet Lot-et-Garonne i regionen Nouvelle-Aquitaine i sydvästra Frankrike. Kommunen ligger i kantonen Castillonnès som tillhör arrondissementet Villeneuve-sur-Lot. År 2022 hade Cavarc 158 invånare.

## Befolkningsutveckling
Antalet invånare i kommunen Cavarc
| Referens: INSEE |